# 東村山市ホームレス暴行死事件
東村山市ホームレス暴行死事件（ひがしむらやましホームレスぼうこうしじけん）は、2002年（平成14年）1月25日に東京都東村山市美住町で発生した少年犯罪。中高生の少年らが意趣返しを動機に、ホームレス男性に対し執拗な暴行を加え死亡させた事件である。

## 概要
被害者の男性A（当時55歳）は、事件の現場となった東村山市美住町1丁目の「美住町ゲートボール場」敷地内の休憩施設に寝泊まりしながら、同市立富士見図書館に出入りするホームレスであった。同図書館は加害者のうちの中学生グループの溜まり場にもなっていた。

### 事件前日の騒動
中学生グループは、2001年夏ごろより同図書館へ来館しては絵本コーナーに陣取り、時には「声高に談笑したり、携帯電話で大声で話をしたりするなど」の迷惑行為を繰り返していたものの、職員から注意を受ければ従っていたとされ、事件の前日にあった男性Aとの騒動になるまでは、他の利用者とのトラブルに発展することはなかったとされている。
事件発生の前日1月24日15時ごろ、中学生3人が来館すると閲覧机に座って以前からの迷惑行為を再開させ、地区館長が再三注意するも従わなかったため、そのうち1人を館長自らが腕をつかんで外へ連れ出したが、すぐに館内へ戻ってきて17時の閉館まで過ごしていた。この際に男性Aが口添えをするかたちで中学生グループと館長との間を取り持っていたとされるが、男性Aは中学生1人に対し顔面を殴打する体罰を加えており、最初に手を出した事実があった。
閉館後、中学生グループは同図書館の玄関前でたむろしていたため、館長が見に行ったところ男性Aと中学生グループがもみ合いになっていた。館長は男性Aを中学生グループから引き離して帰路に向かわせたものの、同図書館へ戻る途中、目撃者の女子高校生から中学生1人が男性Aと「またもみ合っている」との報告を受けた。現場へ駆けつけた館長は、中学生1人と男性Aが取っ組み合いになっていたところを再度制止に入り、中学生グループが市立南台小学校のほうへ自転車で退散していくのを見届け、その日の騒動はおさまった。

### 事件当日の推移
事件発生に先立つ当日の1月25日午後、中学生グループの1人が街で偶然見かけた男性Aを尾行、居場所を突き止めることに成功したため、市立中学校2年（当時14歳3人と13歳1人）の4人でコンビニに集合し、18時ごろに事件現場となった「美住町ゲートボール場」へ到着すると、男性Aに対し30分近く石を投げつけたり、顔面の殴打、腹部等を足で蹴るなどの暴行を加える報復を始めた。一旦立ち去ったのち、20時ごろにふたたび事件現場を襲撃し、30分近く角材様のもので殴ったり足で蹴る暴行を加えると、塾へ行くなどの理由から再度立ち去った。
その後、22時18分ごろから3度目の襲撃を再開していたところ、中学生グループが通う市立中学校の卒業生で都立高校生の少年X（当時17歳）が22時30分ごろ事件現場をたまたま通りかかり、男性Aへの集団暴行に加わる。さらに少年Xは、男性Aのホームレス仲間である2人の男性に叩き割った一升瓶を示しながら「カネを出せ」と凄み、男性B（当時48歳）から1,000円、男性C（当時54歳）から250円を脅し取った。少年Xは「面白いぞ」などと少年Y（当時17歳）を携帯電話で呼び出し、22時50分ごろ事件現場に到着し合流すると、パイプ椅子で身体を殴打、一升瓶で頭部を殴打、石油ストーブを投げつける、頭髪にライターで火をつける、などの暴行を楽しむようにエスカレートさせた。
ついには男性Aがもたれて座り込んでいた金属製ロッカーごと倒して、「乗れ」と号令をかけ加害者全員で上に乗って押しつぶした。最後に背中に木の棒を突っ込み両端から吊り上げて運ぶと、臀部を木の棒で突いたりしたあと男性Aを発見現場に放置し、少年らは23時10分ごろに犯行を終えた。ホームレス仲間によると「われわれをごみ扱い」と感じたといい、「ぶらぶらして、何やっているんだ。仕事でもしろ」などと言葉を浴びせられているのも聞こえたという。男性Aは1月26日0時8分ごろ、市内の病院で外傷性ショックによる死亡が確認された。

### 事件後の動向
事件後間もなく、6人は傷害致死容疑で逮捕・補導された。

#### 中学生グループ
男性Aの死亡を報道で知った中学生4人は、同年1月26日午後から夜にかけて、それぞれ保護者に伴われるなどして東村山警察署に出頭した。警視庁少年事件課と同署は4人をすでに特定済みであったとして自首扱いにすることなく、翌1月27日までに傷害致死容疑で14歳の中学2年生3人を逮捕、刑事責任を問えない13歳の中学2年生1人を補導し児童相談所に通告した。
4人が通っていた中学校の校長は、同日21時半過ぎから市役所1階ロビーで会見を開き、4人の素行について「深夜徘徊で、保護者を呼んで指導したこと」や、そのうち2人は「授業を抜け出し喫煙したこと」があったと明らかにした。しかし、トラブルを起こしてもこれまでは軽微でおさまっていたなどとした。
社会心理学者の碓井真史はこの事件に関して、以下のように述べた。
また、男性Aに殴られた時点で「善良な被害者」を装い警察に被害届を出さなかったのは、「彼らには、そういうワル知恵はありませんでした。ただ、殴ってやろうと思ったのです。」としている。
事件後の東村山市議会の定例会でも、「草の根市民クラブ」矢野穂積市議（当時）が、「加害者少年らは小学校時代から、いわゆる7人組として知られたグループ」のメンバーであったとの独自の調査結果に触れた上で、逸脱行動の未然防止や早期対応の構えはどうなっていたのか、事件前日の図書館閉館後の時点で「女子高校生から通報があった際、なぜ警察への連絡をしなかったのか、そして、その理由は何なのか」との質問をしていたが、他の議員や説明員からの回答は得られなかった。
当時、前年4月の改正少年法施行によって刑事処分可能年齢が16歳以上から14歳以上に引き下げられ、この事件で中学生グループの中の14歳に達している3人の加害者が、改正後逆送致適用の初のケースとなるかが世間の大きな注目を浴び、やがては衆議院特別委員会でも黄川田徹によって取り上げられた。同年2月15日、東京地検八王子支部は逆送致を求める意見書を提出するが、3月13日、東京家裁八王子支部（猪俣和代裁判長）は、改正少年法の適用を見送り、初等少年院送致の保護処分を言い渡した。なお、刑事責任を問えない13歳の少年らは児童自立支援施設送致の保護処分になった。
この審判後の予算特別委員会において、前述の矢野穂積は、同会派の朝木直子とともに、事件の対処に関して逆送致を見送った背景など、納得のいかない点を他の委員や説明員に対し説明を求めた。矢野は中学生らが通う「この中学では逆送反対の 200名の署名が、本末転倒のおかしな行為をしている」とし、朝木は人権が軽視され「検察官逆送致反対の嘆願署名を許す一方で、追悼集会、反省集会を行おうとせず……」などと意見した。

#### 高校生2人
中学生らが出頭し犯行の一部始終を供述したため、警察は17歳の少年2人に対しても取り調べを行ったが、2人は容疑をおおむね否認した。しかし、少年Xが少年Yに、自分たちは中学生らの意趣返しに同調はしたものの、暴行には加わっていないことにしよう、との責任逃れの口裏合わせを持ち掛けていた疑いが強まり、同年1月29日、警察は2人の逮捕に踏み切った。
その後、東京地裁八王子支部は、2003年1月31日に少年Y（当時17歳）を懲役2年6月以上5年以下の不定期刑に処す判決を、同年2月4日には少年X（当時17歳）を懲役3年以上5年6月以下の不定期刑に処す判決をそれぞれ言い渡した。
起訴後の地裁における審理では、17歳の2人は「年長者であり」中学生らによる「犯行を制止すべき立場にありながら」加担しただけでなくエスカレートさせたとし、特に少年Xの判決理由では、犯行自体を楽しんでいた節もうかがわれ、口裏合わせの持ちかけについても「卑劣極まりない」ということが言われた。男性Aにやや落ち度があったのも否めない点があり、少年Xの両親が男性Aの遺族に50万円の慰謝料を支払い、母親が重篤な病気を患っていることなどを勘案しても「主文掲記の実刑に処するのが相当」とされた。

#### 事件記録の廃棄
2022年12月14日、この少年事件記録が裁判所によって廃棄されていたことをNHKが報じた。1997年の神戸連続児童殺傷事件の少年事件記録が廃棄された事実が、2022年10月20日に一斉に報道され、1992年の通達では、少年事件の中で「世相を反映した事件で史料的価値の高いもの」や「全国的に社会の耳目を集めた事件」などは永久的に「特別保存」する対象としていたため、識者や被害者遺族などの各方面から問題視されていた。